# Lavin

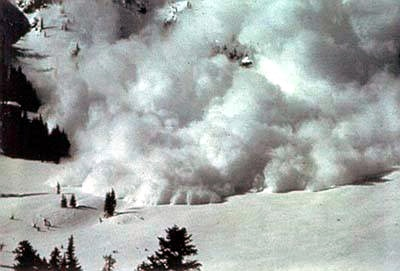
En lavin

En lavin, eller ett snöskred, är en stor mängd snö i snabb rörelse ner för en sluttning.

## Flaklavin
En flaklavin uppstår när ett svagt lager med snö inte längre kan bära den ovanliggande snön och kollapsar. Om detta inträffar i en brant sluttning kommer den ovanliggande snön börja glida utför sluttningen och lavinen är ett faktum. Det som är karaktäristiskt för en flaklavin är att ett stort flak av snö lossnar och lämnar en tydlig brottkant efter sig.
För att laviner ska uppstå krävs det oftast en sluttning brantare än 20 grader. Det krävs snö skiktad i olika lager. Ett svagt/lösare lager med ett starkt/hårdare lager ovanpå. Förutom detta krävs det också en utlösande faktor som kan bestå av något som belastar det svaga lagret ytterligare. Till exempel skidåkare, snöfall, snödrev eller hängdrivor som rasar. Det kan också vara försvagande faktorer så som regn eller blidväder.
USA är ett land som årligen drabbas av många laviner. Uppskattningsvis mellan 7 000 och 10 000. Under en 45-årsperiod under andra halvan av 1900-talet omkom 440 människor i laviner i USA. I Kanada var det under perioden 1984–2005 204 dödsfall i laviner.  I en lavin lossar snön från en brant sluttning och störtar ner i närmaste dal. Den största faran är att hamna djupt ner i snön, då riskerar man att kvävas. Räddningsmanskap har långa, smala stänger, lavinsonder, som de sticker ner i snön. Lavinhundar som luktar sig till begravda människor är mycket användbara. Även Radiopejlutrustning (lavin-transceivers) används. Varje år dör cirka 150 utförsåkare i laviner i Alperna och Nordamerika. I Sverige är samma siffra ungefär en åkare vartannat år. En flaklavin kan komma upp i 200 km/h och krossa allt i sin väg.

## Lössnölavin
En lössnölavin börjar i en punkt i snöns översta lager och drar sedan med sig mer snö, både på bredden och djupet. Lössnölavinen kan bestå av både torr och våt snö. De torra är vanligast direkt efter ett snöfall, medan de våta trivs bäst på våren, då värme eller regn försämrar snöns hållfasthet. Lössnölaviner utlöses på branta sluttningar vid kraftigt snöfall. Denna typ av laviner vidgas vid rörelsen neråt och växer till en päronformad kägla.

## Sveriges lavinfara-skala
Följande är den svenska versionen av den internationella femgradiga skalan över lavinfara:
| Risknivå      | Lavinrisk         | Lavinrisk      | Rekommendationer                                                        |
| Risknivå      | Mänskligt utlösta | Spontana       | Rekommendationer                                                        |
| 1 (liten)     | Osannolika        | Osannolika     | I allmänhet säkert att färdas i terrängen. Iakttag normal försiktighet. |
| 2 (måttlig)   | Möjliga           | Osannolika     | Var försiktig i lavinterräng.                                           |
| 3 (betydande) | Sannolika         | Möjliga        | Var mycket försiktig i lavinterräng.                                    |
| 4 (stor)      | Troliga           | Troliga        | Undvik att färdas i lavinterräng.                                       |
| 5 (extrem)    | Mycket troliga    | Mycket troliga | Färdas aldrig i lavinterräng eller i närheten av sådan.                 |

## Den europeiska skalan
Den europeiska riskskalan antogs i april 1993 för att ersätta nationella riskskalor. Den uppdaterades i maj 2003.
| Risknivå        | Stabilitet snö                                                                 | Flagga | Lavinrisk |
| --------------- | ------------------------------------------------------------------------------ | ------ | --- |
| 1 – Låg         | Snön är generellt sett stabil.                                                 |        | Laviner är ovanliga utom vid tjocka snötäcken på extrema branter. Spontana laviner är utan undantag små. Snöförhållandena är generellt sett säkra.                          |
| 2 – Moderat     | På branta sluttningar är snön endast måttligt stabil. I övrigt riktigt stabil. |        | Laviner kan utlösas vid tjocka snötäcken, särskilt på kända platser för lavinrisk. Större spontana laviner tillhör undantagen.                                              |
| 3 – Påtaglig    | På många branta sluttningar är snön bara delvis stabil.                        |        | Laviner kan utlösas på många av sluttningarna också vid måttligt tryck. På en del sluttningar kan måttliga eller till och med stora, spontana laviner inträffa.             |
| 4 – Hög         | På de flesta branta sluttningar är inte snön stabil.                           |        | Laviner utlöses på många av sluttningarna även vid lättare tryck. På en del sluttningar är det sannolikt att måttliga eller till och med stora, spontana laviner inträffar. |
| 5 – Väldigt hög | Snön är i allmänhet inte stabil.                                               |        | Till och med på måttliga sluttningar är det troligt att stora, spontana laviner kommer att inträffa.                                                                        |

Stabilitet:
- Beskriv vanligtvis noggrannare i de snörapporter som utfärdas i områden med lavinrisk.

Lutning:
- Måttlig sluttning: Med en lutning som understiger 30°
- Brant sluttning: Med en lutning som överstiger 30°
- Väldigt brant sluttning: Med en lutning som överstiger 35°
- Extremt brant sluttning: Med en lutning som överstiger 40°

Mått som inte ska sammanblandas med Ski extreme, där lutningen ska överstiga 45°.

## Den europeiska skalan för laviners storlek
Lavinstorlek:
| Storlek       | Förlopp | Skaderisk                                                                                   | Dimensioner                     |
| ------------- | --- | ------------------------------------------------------------------------------------------- | ------------------------------- |
| 1 – Begränsad | Litet snöskred som inte kan begrava en person, ens där det är lätt att ramla.                                            | Mycket liten risk för skador eller dödsfall.                                                | Längd <50 m volym <100 m³       |
| 2 – Liten     | Stannar upp i sluttningen.                                                                                               | Kan skada, begrava eller döda en person.                                                    | Längd <100 m volym <1,000 m³    |
| 3 – Medium    | Löper till sluttningens botten.                                                                                          | Kan begrava och förstöra en bil, förstöra små byggnader och bryta träd.                     | Längd <1,000 m volym <10,000 m³ |
| 4 – Stor      | Löper även över måttliga sluttningar (med lutning påtagligt under 30°) åtminstone 50 meters längd; kan nå dalens botten. | Kan begrava och förstöra även lastbilar och tåg, förstöra stora byggnader och skogsområden. | Längd >1,000 m volym >10,000 m³ |

## De nordamerikanska riskskalorna

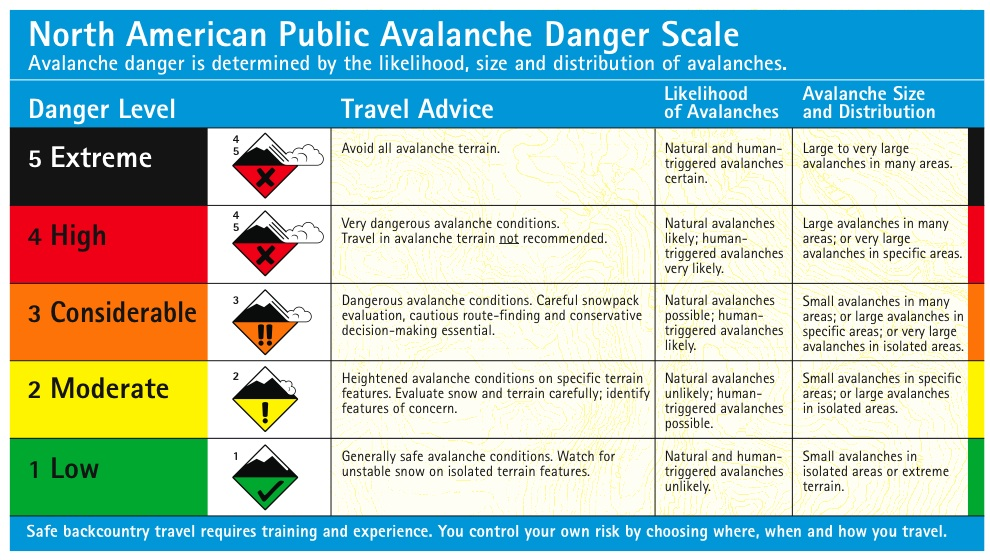
Den nordamerikanska skalan (på engelska)

I USA och Kanada används nedanstående lavinskala, som kan variera något mellan länderna och delstaterna.

### Den kanadensiska skalan
Den kanadensiska skalan grundas på konsekvenserna av lavinen. Även halva grader i skalan används.
| Storlek | Potentiella skador                                                                                 |
| ------- | -------------------------------------------------------------------------------------------------- |
| 1       | Relativt ofarlig för människor.                                                                    |
| 2       | Kan begrava, skada eller döda en människa.                                                         |
| 3       | Kan begrava eller skada en bil, förstöra små byggnader och skada enstaka träd.                     |
| 4       | Kan förstöra tågvagnar, stora lastbilar, ett flertal byggnader och skogsområden upp till 4 hektar. |
| 5       | De största kända lavinerna. Kan ödelägga en by och skogsområden på upp till 40 hektar.             |

### Den amerikanska skalan
| Storlek | Potentiella skador               |
| ------- | -------------------------------- |
| 1       | Begränsad lavin, högst 50 meter. |
| 2       | Liten.                           |
| 3       | Medium.                          |
| 4       | Stor.                            |
| 5       | Maximal.                         |

## Lavinofferräddning
För detektering och räddning av lavinoffer finns både lavin-signalanordningar (457 KHz) och harmoniska transpondrar (Recco-reflektorer: 0,917 GHz).